# Kecske-lyuk (Miskolc)
A Kecske-lyuk földtani jelentősége, valamint nagyon értékes, gerinces és ízeltlábú faunája miatt Magyarország fokozottan védett barlangjainak egyike. A Bükki Nemzeti Parkban található. Könnyen megközelíthető, népszerű kirándulóhely. A Bükk hegységben ez a második olyan barlang, amelyben eredményes régészeti ásatást végeztek. Először a Diósgyőrtapolcai-barlang archeológiai ásatásakor kerültek elő régészeti tárgyak.

## Leírás
Miskolc külterületén, a Diósgyőr központjától nyugatra lévő Forrás-völgy északi oldalában, az időszakos patak bal partján, a városhatártól körülbelül egy kilométerre, a Király-kúttól majdnem 200 méterre található. Körülbelül 100 méterig utcai ruhában is járható, szabadon látogatható, bár sok baleset történt itt. A bejárata a kirándulóknak menedéket nyújt, a további részek bejárása azonban csak barlangi túravezetői végzettséggel rendelkező személy kíséretével javasolt.
Nagy, hat méter magas és hat méter széles, háromszög alakú bejárata van. A bejárat utáni csarnok egy keskeny, magas, egyre jobban elszűkülő folyosóban folytatódik. A meanderező, szinlőkkel, tufagátakkal tagolt, cseppköves járat végét agyagos szifon zárja le. Járatrendszerének járható szakasza, a Bükk-vidéken egyedüliként a forrástól majdnem a Hársas-bérc alatti víznyelőtöbörig ismert. Az oldott és az erodált formakincsének az elemei az erodált peremű hullámkagylók, a meanderek, az eróziós szinlők és a szinlőmetszetek. Sok cseppkőlefolyás van benne, leggyakoribb a hófehér és a sárgásbarna színű. Egyéb cseppkőképződmény nem található benne a rongálások miatt. Felső triász mészkőben jött létre. Időszakosan aktív forrásbarlang.
A bükk-vidéki barlangok közül itt folytak a legjelentősebb biológiai vizsgálatok. Itt élnek a Gebhardt-vakfutrinka és az Anaphtalmus gebhardti nevű, vak, a futrinkafélék családjába tartozó fajok. Kolosváry Gábor arachnológiai kutatásaiból megállapítható, hogy a pókszabású fauna viszonylag gazdag. Két barlangi keresztespók faj, a Meta menardi és a Meta merianae is megtalálható a bejárati régióban. A falon a Nemastoma chrysomelas nevű kaszáspók sem ritka. A Porhomma proserpina pedig a rendszerben mindenhol előfordulhat. Már 45 állatfaj és növényfaj vált ebből az élőhelyből ismertté 1939-ben. Fokozottan védett, nagy létszámú denevérkolónia kedvelt tartózkodási helye, például a hosszúszárnyú denevéré. A biológiai vizsgálatának a folytatása különleges megfigyelésekkel és további felfedezésekkel járhat.
A barlang falainak legkorábbi felirata 1918-ból származik. Előfordul a Kecske-lyuk az irodalmában Kecske-barlang (Mayerfelsi Maier István 1926), Kecskebarlang (Szeghalmy 1940), Kecskelyuk (Szendrei 1882), Kecskelyukbarlang (Kadić 1907), Kecskelyuk-barlang (Örvös 1962), Kecskelyuk barlang (Kadić 1907) és Kecske-lyuk Cave (Kordos 1977) neveken is.

## Kutatástörténet
A Magyarországi Kárpát-egyesület 1882. évi évkönyvében megjelent, Márki Sándor által írt tanulmányban az olvasható, hogy a Király-kúttól É-ra kb. 500 lépésre, a Barát-erdő aljában egy 6 m magas és 6 m széles barlangbejárat (Kecskelyuk) tátong. Benne balra kanyarodva, puha guanóval borított kupolába lehet jutni, amelynek csendjét Márki Sándorék kiabálásaikkal megzavarták, ezért több ezer ijedt denevér repkedését hallották maguk körül. A barlang a kupolán túl még kb. 300–400 lépésig tart, és helyenként összeszűkül, helyenként hatalmasra kitágul. Ilyen barlang sok van a Bükk hegységben, melynek barlangos mészképlete a tornaival azonos. Szendrei János járt benne először tudományos céllal és Miskolcz város története és egyetemes helyirata című művében leírta, hogy az üreg 1874-ben 20–25 öl hosszúságban volt járható, ő azonban minimum 86 m hosszúnak tartja. Ismertette földrajzi helyzetét és régészeti leleteit. 1882-ben Szendrei János megemlítette, hogy dolment, azaz sírládát is talált az üregrendszerben. 1891–1906 között pókokat gyűjtött benne Herman Ottó. Madarász Gyula 1894-ben denevéreket gyűjtött a barlangban.
1906-ban Papp Károly fényképeket készített a Kecske-lyukról és szerinte a barlang ekkor 142 m hosszú volt. A Földtani Közlöny 1907. évi évfolyamában publikált, Kadić Ottokár által írt tanulmányban szó van arról, hogy Kadić Ottokár bejárta a Szinva völgyének rendszeréhez tartozó mészkőterületet és itt, a Forrás-völgyben meglátogatta a Kecskelyuk barlangot. A 17 megtekintett barlang közül 6 olyan barlang volt, pl. a Kecskelyuk barlang, amelyet leginkább alkalmasnak talált arra, hogy abban őslénytani és régészeti kutatásokat végezzenek. 1920 körül itt járt Bíró Lajos és Diener Hugó, akik denevéreken élősködő atkákat gyűjtöttek. 1920 és 1931 között Schőnviszky László meteorológiai, azaz hőmérséklet és nedvesség vizsgálatokat végzett a járatokban, hosszát pedig 64 méterrel növelte. Ezt a végső 64 méteres szakaszt felmérte. Évente többször kereste fel a Kecske-lyukat és fényképezte, valamint gyűjtött benne.
1922-ben Véghelyi Lajos a barlangban denevéreket gyűjtött (hosszúszárnyú denevér), amiken Dudich Endre, aki járt is a barlangban két denevérlegyet talált, a Nycteribia Schmidli és a Penicilidia Conspicua nevűeket, az utóbbin pedig a Helminthophana Nycteribiae nevű gombát. Bokor Elemér mérte fel elsőként az egész barlangot (1925), majd 1924-től négy éven át járt ide rendszeresen állatokat gyűjteni. Elkészítette a Peregi István szerint 330 m hosszú barlang 1:100 méretarányú alaprajz térképét és szelvény rajzait. 1926-ban írta le az 1924-ben Gebhardt Antal társaságában itt felfedezett Gebhardt-vakfutrinkát. Bokor Elemér gyűjtéséből Peregi István 17 meghatározott és több meghatározatlan fajt talált a Magyar Nemzeti Múzeum Állattárában. 1927-ben, a barlangkutató kongresszus idején Hermann Bock és Helmuth Cramer német barlangkutatók végig bejárták a barlangot és Helmuth Cramer geomorfológiai tanulmányt írt a Kecske-lyukról, Peregi István szerint Hermann Bock is.

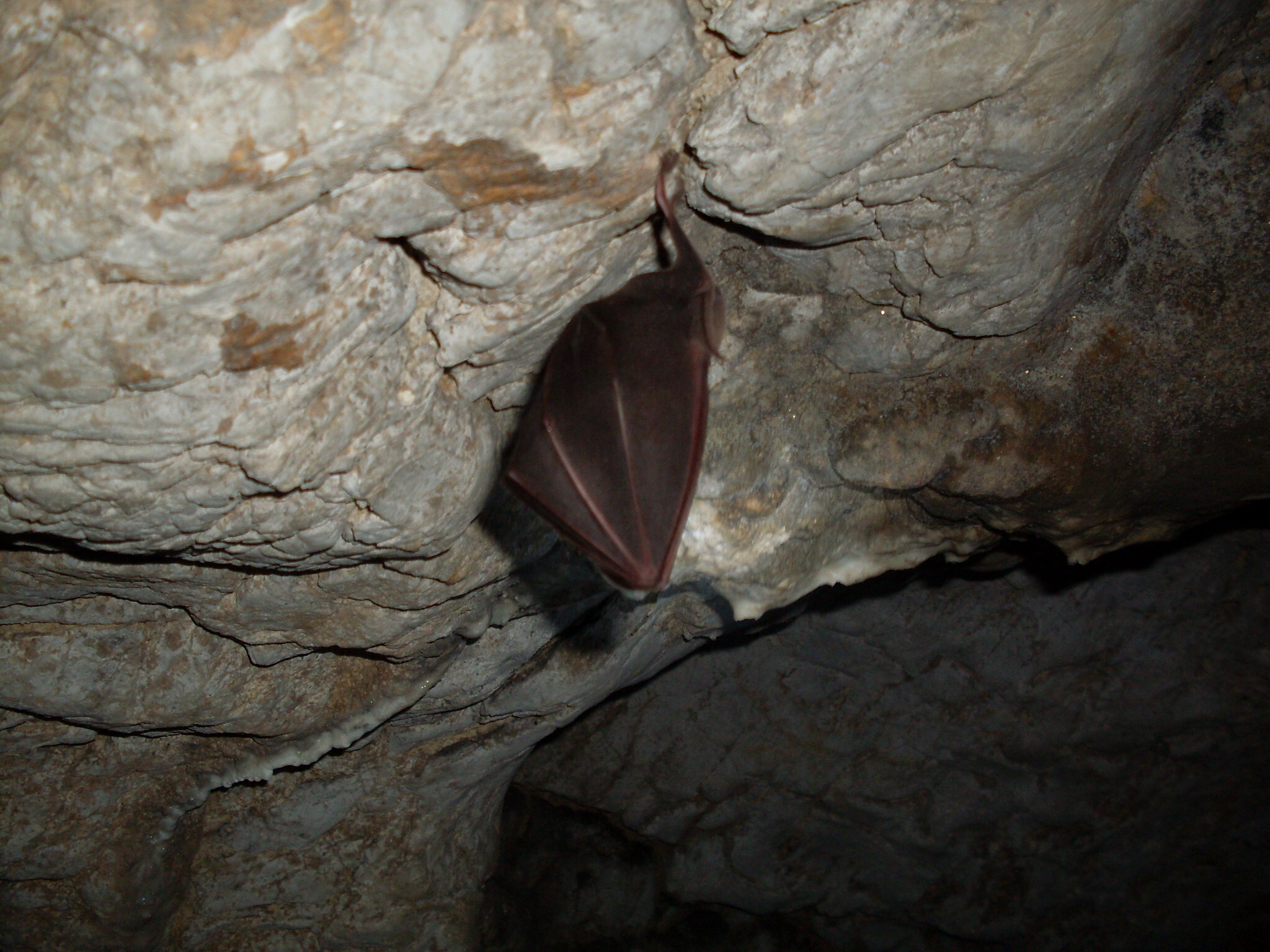
A Kecske-lyukban alvó denevér (2012)

Sebős Károly 1931-ben járt a barlangban néhányszor, és hőmérséklet-, valamint nedvesség-méréseket végzett benne. A Turisták Lapja 1931. évi évfolyamában lévő, A lillafüredi barlangok idegenforgalmi jelentőségéről című tanulmányban meg van említve, hogy főleg tudományos szempontból váltak híressé a Bükk hegység barlangjai. Vannak azonban a Bükk hegységnek olyan barlangjai is, amelyek idegenforgalmi és közgazdasági szempontból is fontosak. Ezek: a Szeleta-barlang, a Herman Ottó-barlang, a Kecske-barlang, a Büdös-pest, az Anna-barlang és a Szent István-barlang.
Az 1932-ben kiadott, Az Aggteleki cseppkőbarlang és környéke című könyvben, a Bükk hegység barlangjairól szóló részben szó van arról, hogy a Forrás-völgy bal oldalán helyezkedik el a kb. 400 m hosszú Kecske-barlang. Előcsarnokából sok, a bükki kultúrára jellemző, újkőkorszaki cseréptöredék került elő. Sok szép cseppkő található a barlang hátsó és középső részén. Magyarország második vak bogara, a csökevényes szemű Duvalius Gebhardti ebben a barlangban él. Az ismertetés 4 publikáció alapján lett írva, de ezek közül az egyikben, a Kadić Ottokár által írt és 1913-ban napvilágot látott tanulmányban nem szerepel a Kecske-lyuk. Az 1932-ben napvilágot látott, Természetvédelem és a természeti emlékek című könyvben meg vannak ismételve a könyv 1931. évi kiadásának Kecske-lyukat tárgyaló részei.
1933-ban tekintette meg a barlangot Kolosváry Gábor, aki négy, barlangban élő állatfajt gyűjtött a Kecske-lyukban. A barlangi pókokat kutatta itt és elkészítette a barlang első élőhelyi jellemzését. Vásárhelyi István 1933-ban 16 gerinces állatfajt állapított meg a Kecske-lyukból. Schréter Zoltán 1935-ben kövületek alapján azt mutatta ki, hogy alsó triász kori mészkőben jött létre. Peregi István először 1937-ben kereste meg a barlangot és Dudich Endre tanácsára elhatározta, hogy egy éven keresztül havonta felkeresi a Kecske-lyukat és vizsgálatokat folytat benne. Ezért 1938-ban 56 napot töltött a föld alatt. Ekkor vizsgálta a fényt, talaját, a kőzetet, a hőmérsékletet, abszolút és relatív nedvességét, a légáramlást, a benne levő vizeket, a táplálkozás biológiai viszonyait, az izolációt és a 12 hónap alatt gyűjtött növényfajokat és állatfajokat, sokszor specialisták segítségével. Mikroklímás berendezést létesített, sixek, talajban használt hőmérsékletmérők és vízben használt hőmérsékletmérők, termográf, párolgásmérők szakaszonként beállításával. Kis kémiai laboratóriumot rendezett be a helyben elvégzendő laboratóriumi munkákhoz.

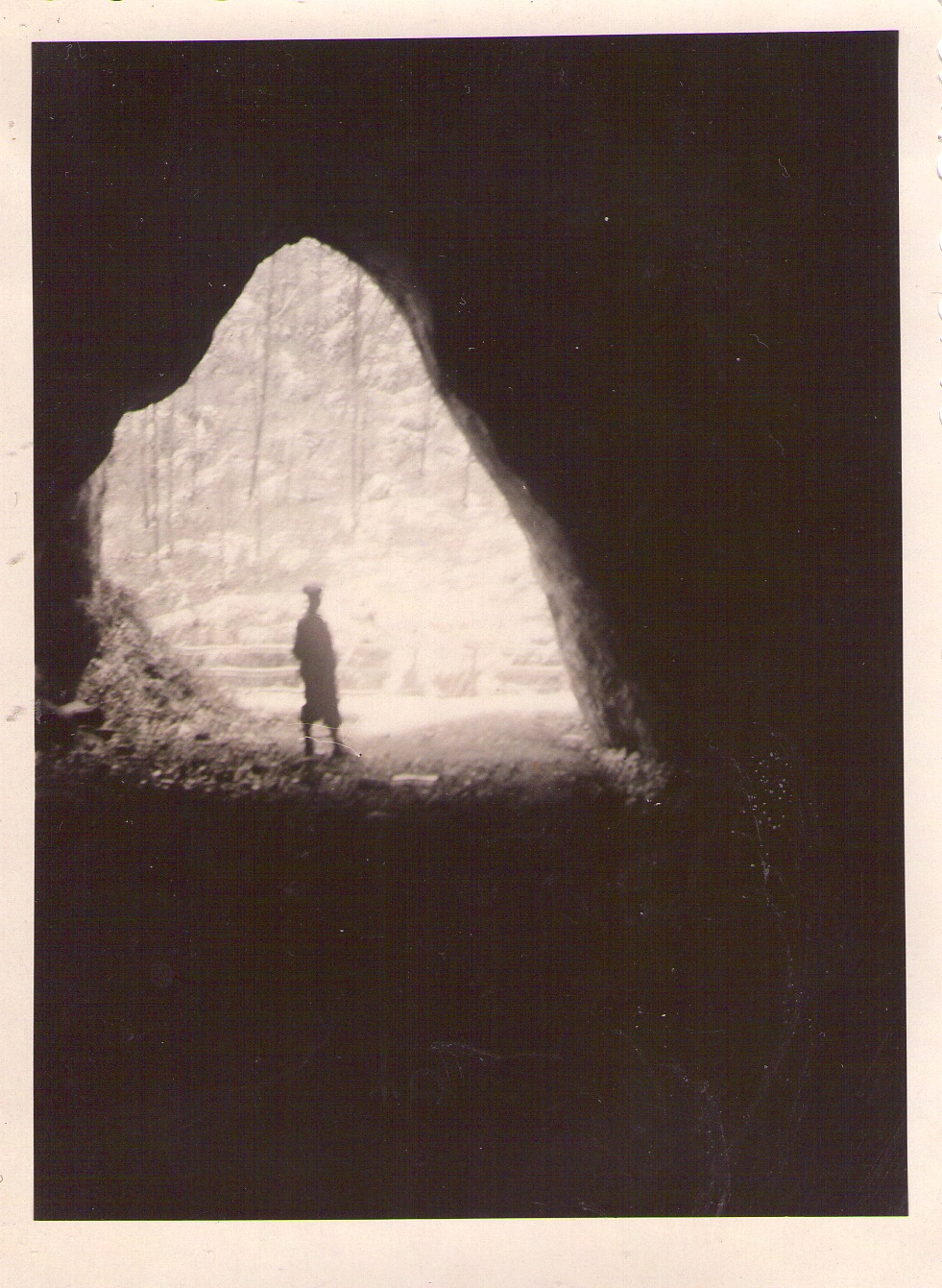
A Kecske-lyuk bejárata 1935-ben

A felszínre hordott anyagot a Földtani Intézet és a közegészségtani intézet átvizsgálta. Sok táblázatot, grafikont, rajzot és fényképet készített. A biotópok felkutatása után összeállította azok biocönozisét, osztályozta a barlang állatvilágát és növényvilágát. Az üregrendszer 34-es pontjánál a barlang sziklás alját keresve a sziklás fenék felett sárga mészkőtörmelékes agyagban egy Bos faj állkapocs-töredéket és faszenet talált 1938. októberben. 1939. április 25-én ismertette a Kecske-lyuk kutatástörténetét és számolt be saját kutatásairól a Magyar Barlangkutató Társulat szakülésén.
1939-ben történt, hogy üledékeiről és karsztmorfológiájáról írt Kerekes József. Az 1939. évi Barlangvilágban megjelent és Kadić Ottokár által írt dolgozat szerint a Bükk hegységben található Szeleta-barlangban, Balla-barlangban, Herman Ottó-barlangban, Kecske-lyukban, Három-kúti-barlangban, Istállós-kői-barlangban, Büdös-pestben és Puskaporosi-kőfülkében végzett rendszeres ásatások annyi őslénytani és ősrégészeti anyagot szolgáltattak, hogy abból megtelne egy múzeumi terem. Az 1941-ben publikált Magyar turista lexikonban külön szócikke van a barlangnak. A kiadványban szó van arról, hogy a Bükk hegységben, Lillafüred közelében helyezkedik el a Kecskebarlang (Kecskelyuk). Még jelenleg is patak tör elő a barlangból nagy esőzések után. A barlang ásatásaival felfedezték a bükki ősember cserépedényeinek maradványait. Az Országjárás 1942. évi évfolyamában meg lett említve, hogy a Bükk hegység egyik nevezetes barlangja a Kecske-lyuk.
Az 1942. évi Barlangvilág 1–2. füzetében lévő, Mottl Mária által írt közleményben szó van arról, hogy a Magyar Barlangkutató Társulat 1942. március 19-i szakülésén Wagner János előadást tartott a magyarországi barlangok puhatestű faunájáról. Wagner János az előadáson tömören ismertette pl. a Kecske-barlang puhatestű faunájának feldolgozását. Az 1942. évi Barlangvilág 3–4. füzetében meg van ismételve az 1942. évi Barlangvilág 1–2. füzetében található, Mottl Mária által írt közlemény. 1944-ben Dunai László készítette el a barlang első részének térképét. 1976-ban vált országos jelentőségű barlanggá az 5300-as (Bükk) barlangkataszteri területen lévő, miskolci Kecske-lyuk. A Bertalan Károly és Schőnviszky László által összeállított, 1976-ban megjelent Magyar barlangtani bibliográfia barlangnévmutatójában meg van említve a Bükk hegységben lévő barlang Kecske-lyuk néven Kecske-barlang névváltozattal. A barlangnévmutatóban fel van sorolva 44 irodalmi mű, amelyek foglalkoznak a barlanggal.

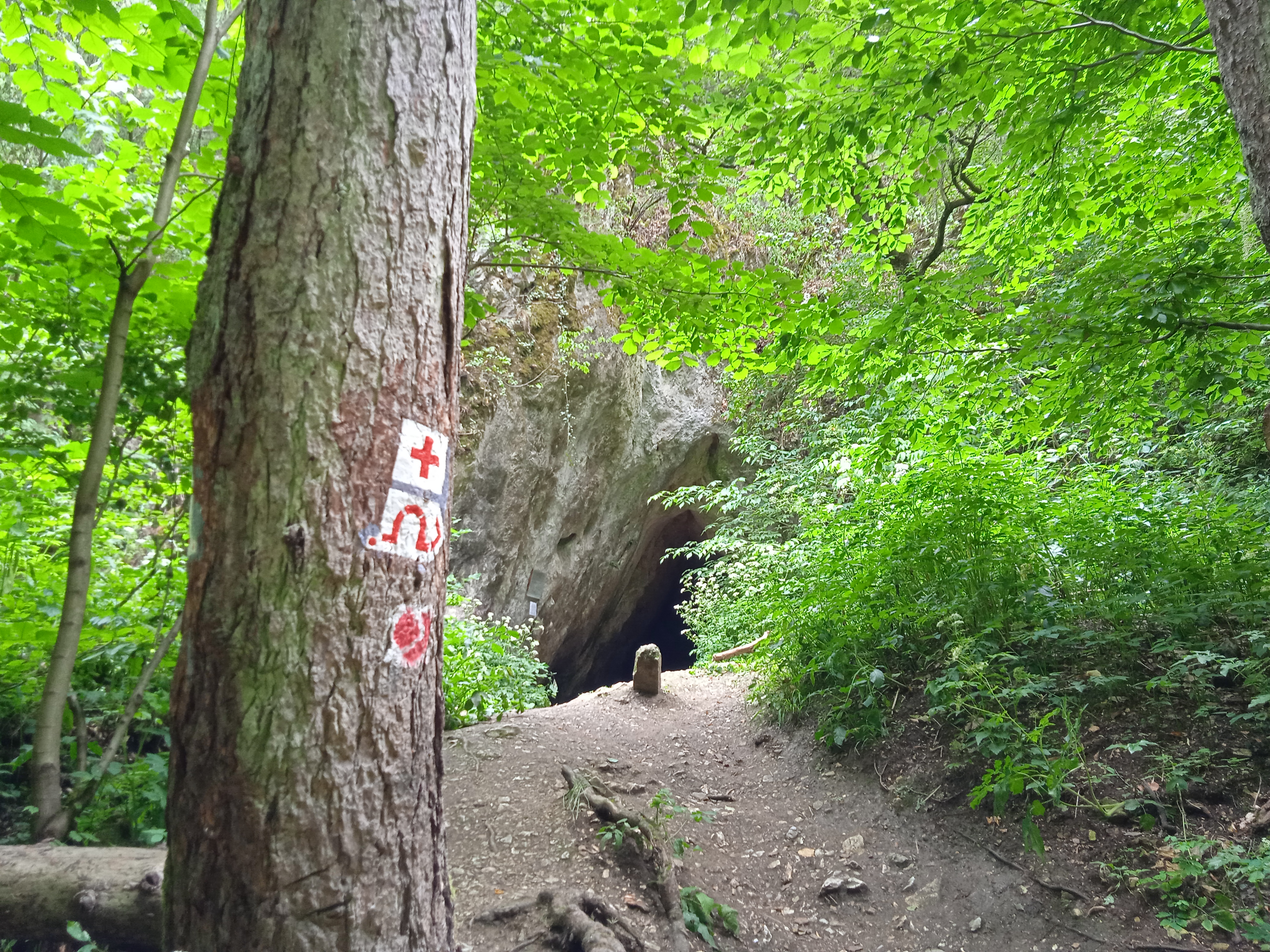
A Kecske-lyuk bejárata 2022-ben

Az 1976-ban befejezett, Magyarország barlangleltára című kéziratban az olvasható, hogy a Kecske-lyuk másik neve Kecske-barlang és a Bükk hegységben, a miskolci Hámoron helyezkedik el. A Forrás-völgyben, a Király-kúttól felfelé kb. 300 m-re, a völgy bal oldalán, közvetlenül a völgytalp felett van a bejárata. Bejárata nagy, háromszög keresztmetszetű terem. Az időszakosan patakos barlang forrásbarlang és 400 m hosszú. Turisztikai és idegenforgalmi hasznosítása van. A bejárati teremből újkőkorszaki cserepek kerültek elő. A barlangban részletes biológiai vizsgálatok folytak. A kézirat barlangra vonatkozó része 3 irodalmi mű alapján lett írva.

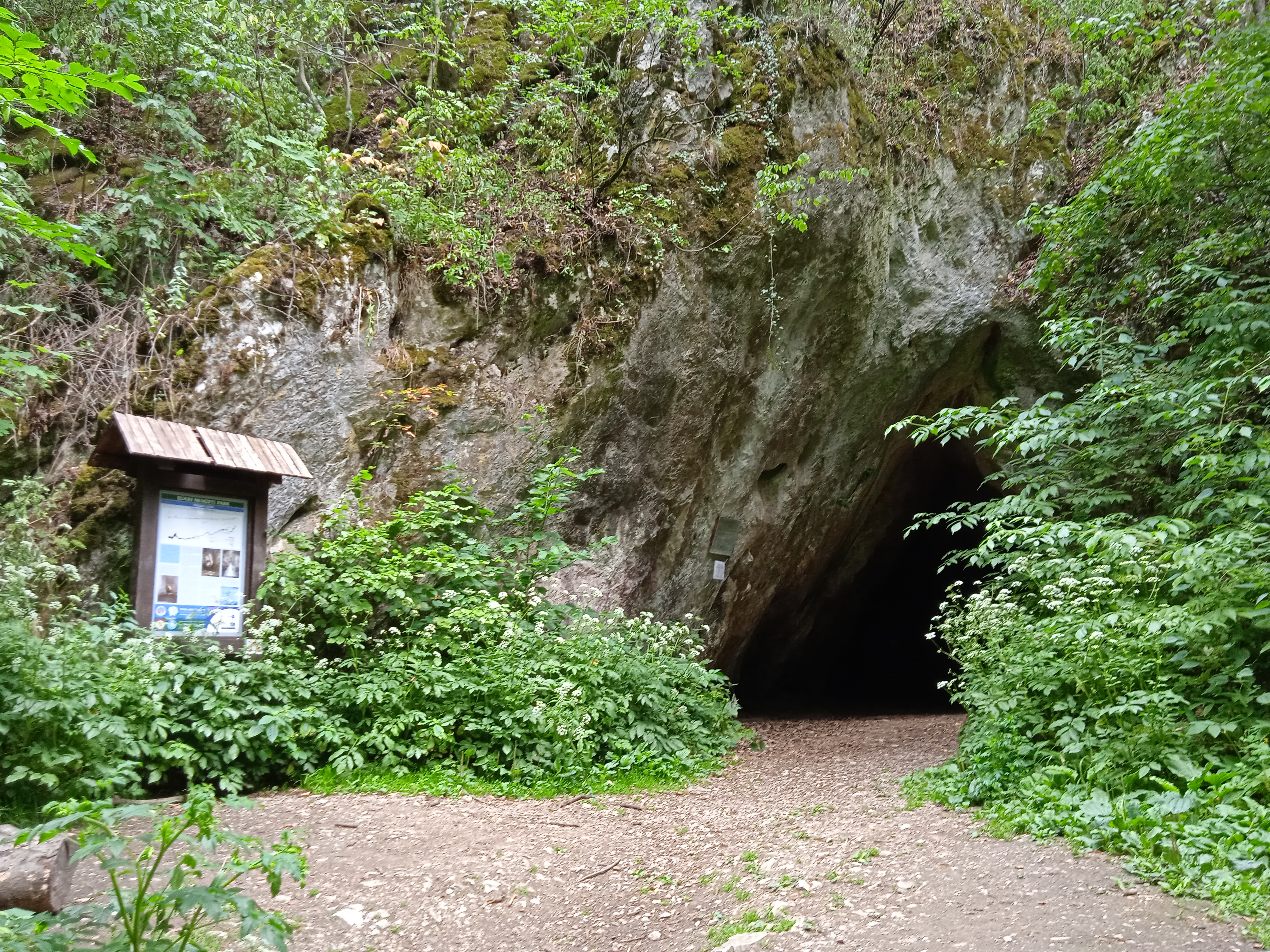
A Kecske-lyuk bejárata 2022-ben

Az 1976-ban összeállított, országos jelentőségű barlangok listájában lévő barlangnevek pontosítása után, 1977. május 30-án összeállított, országos jelentőségű barlangok listáján rajta van a Bükk hegységben, Miskolcon található barlang Kecske-lyuk néven. Az 1977. évi Karszt és Barlang angol nyelvű különszámában megjelent, The longest and deepest caves of Hungary (December 31, 1975) című közleményből megtudható, hogy a Bükk hegységben fekvő, 400 m hosszú Kecske-lyuk Cave 1975. december 31-én Magyarország 32. leghosszabb barlangja. A 28. leghosszabb barlang (Szirén-barlang), a 30. leghosszabb barlang (Baradla Rövid-Alsó-barlang) és a 31. leghosszabb barlang (Papp Ferenc-barlang) szintén 400 m hosszú. Az 1977. december 31-i állapot szerint (MKBT Meghívó 1978. május) a Bükk hegységben lévő és kb. 400 m hosszú Kecske-lyuk az ország 31. leghosszabb barlangja.
Az 1977. évi Karszt és Barlangban megjelent összeállítás alapján, 1977. december 31-én Magyarország 33. leghosszabb barlangja a Bükk hegységben elhelyezkedő, 1977. december 31-én, 1976-ban és 1975-ben kb. 400 m hosszú Kecske-lyuk. A 30. leghosszabb barlang (Lengyel-barlang), a 31. leghosszabb barlang (Baradla Rövid-Alsó-barlang), a 32. leghosszabb barlang (Papp Ferenc-barlang) és a 34. leghosszabb barlang (Szamentu-barlang) szintén kb. 400 m hosszú. Ez az összeállítás naprakészebb az 1978. májusi MKBT Meghívóban publikált listánál. 1978-ban a barlang Dunai Antal által készített térképét Várszegi Sándor és Lénárt László egészítették ki és tették pontosabbá szelvényekkel, szinlő és meander rajzokkal, az üledékképződési helyek és a kürtők bejelölésével a felmérés helyszíni azonosítása után. Az MKBT Meghívó 1978. évi áprilisi számában megjelent térképvázlat a Dunai Antal által rajzolt térkép kiegészítése.
Az 1979-ben napvilágot látott, Barlangok a Bükkben című könyvben arról van szó, hogy a Kripton-gyárat elhagyva jobbra látható a Kecske-lyuk hatalmas, háromszög alakú bejárata. 400 m hosszú a forrásbarlang. Kellemes, hűs pihenőt nyújt a 30 m hosszú bejárati terem. A terem végén kezdődő eróziós jellegű barlangrész 100–120 m hosszan járható megfelelő világítással, vigyázni csak a mésztufagátak lépcsőire kell. A turistaszakasz után már csak kúszva-mászva lehet haladni benne. Ebbe a szakaszba ajánlatos a vezető és a barlangkutató felszerelés. A könyvhöz mellékelt, a Bükk hegység barlangokban leggazdagabb területét bemutató térképen látható a 4-es számmal jelölt barlang földrajzi elhelyezkedése.

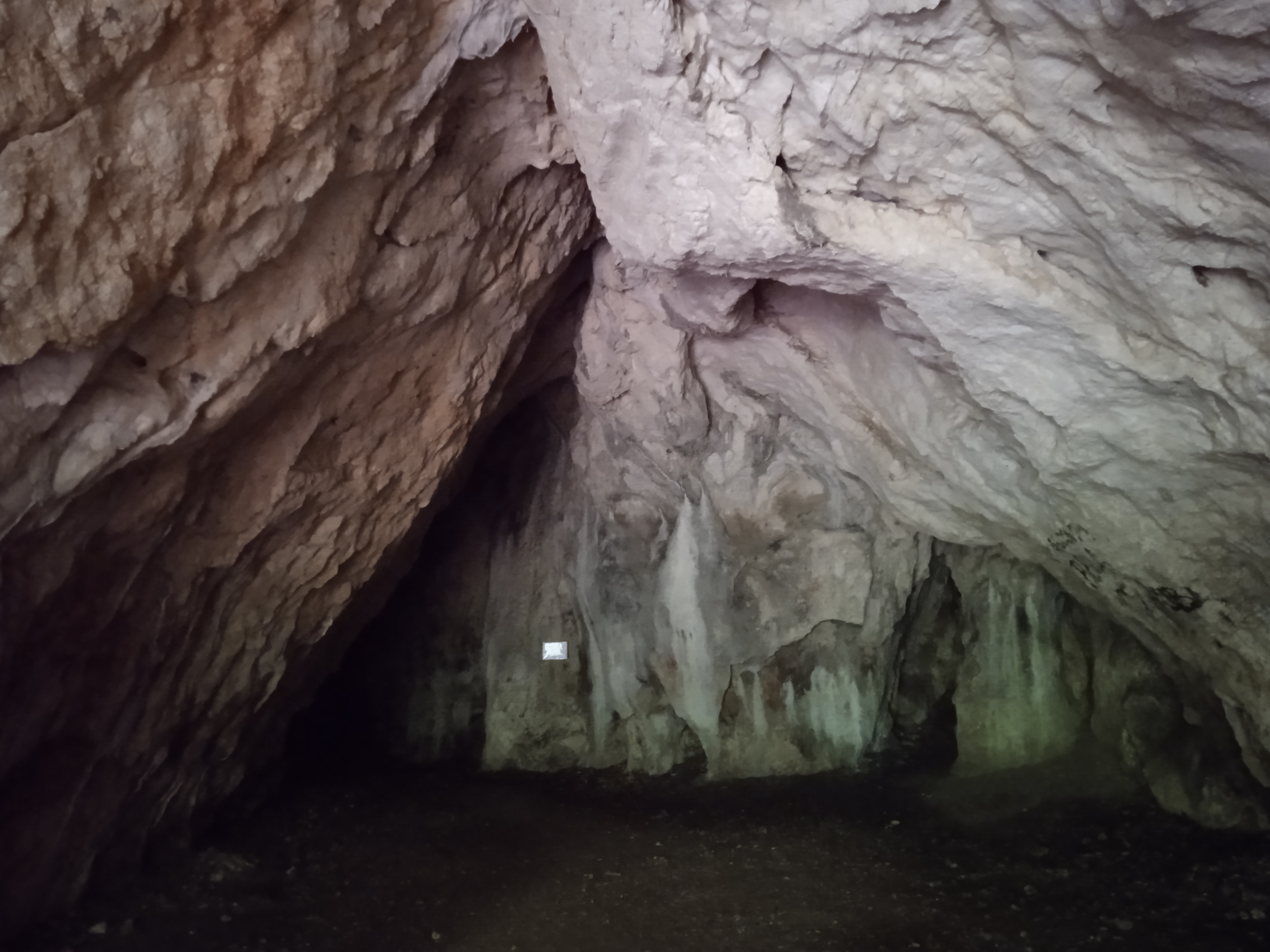
A Kecske-lyuk egyik része

Az 1980. évi Karszt és Barlang 1. félévi számában publikálva lett, hogy a kiemelt jelentőségű Kecske-lyuk az 5300-as barlangkataszteri területen (Bükk hegység) helyezkedik el. A barlangnak 5363/2. a barlangkataszteri száma. Az MKBT Dokumentációs Bizottsága a helyszínen el fogja helyezni, a többi kiemelt jelentőségű barlanghoz hasonlóan, a barlang fémlapba ütött barlangkataszteri számát. A barlangkataszteri szám beütéséhez alapul szolgáló fémlap ugyanolyan lesz mint a többi kiemelt jelentőségű barlang fémlapja.
1982-ben a Marcel Loubens Barlangkutató Egyesületnek volt kutatási engedélye a barlang kutatásához. 1982. július 1-től az Országos Környezet- és Természetvédelmi Hivatal elnökének 1/1982. (III. 15.) OKTH számú rendelkezése (1. §. és 3. §., illetve 5. sz. melléklet) értelmében a Bükk hegységben lévő Kecske-lyuk fokozottan védett barlang. Fokozottan védett barlang geológiai jelentősége, nagyon értékes gerinces faunája és ízeltlábú faunája miatt lett. Az 1982. szeptember–októberi MKBT Műsorfüzetben meg van említve, hogy a Bükk hegységben található Kecske-lyuk fokozottan védett barlang. A felsorolásban a barlangnevek az MKBT által jóváhagyott és használt helyesírás szerint, javított formában lettek közölve.
Az 1984-ben megjelent, Magyarország barlangjai című könyv országos barlanglistájában szerepel a Bükk hegységben lévő barlang Kecske-lyuk néven Kecske-barlang névváltozattal. A listához kapcsolódóan látható az Aggteleki-karszt és a Bükk hegység barlangjainak földrajzi elhelyezkedését bemutató 1:500 000-es méretarányú térképen a barlang földrajzi elhelyezkedése. Az 1987. december 31-i állapot alapján Magyarország 45. leghosszabb barlangja az 5363/2 barlangkataszteri számú és kb. 400 m hosszú Kecske-lyuk. A 44. leghosszabb barlang (Papp Ferenc-barlang) szintén kb. 400 m hosszú. Az összeállítás szerint az 1977. évi Karszt és Barlangban közölt hosszúsági listában a Kecske-lyuk kb. 400 m hosszú.

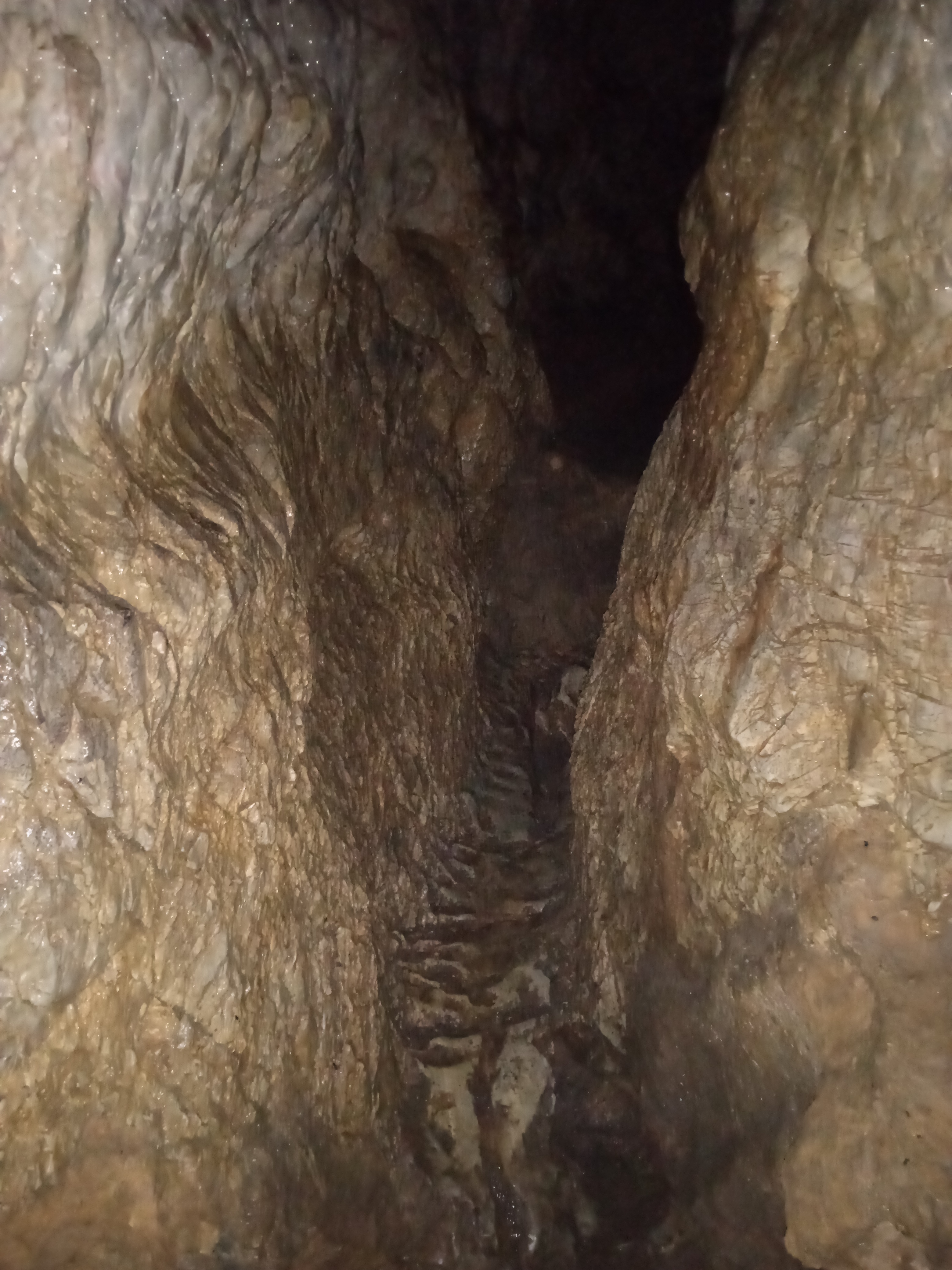
A Kecske-lyuk egyik része

Az 1989. évi Karszt és Barlangban publikált, Topál György által írt tanulmányban meg van említve, hogy az MKBT 1985-ben kijelölt 20 barlangot és a társulat ajánlotta a munkában önkéntesen résztvevőknek, hogy legyen ezekben évente elvileg egy-egy téli és nyári denevérszámlálás. A kijelölt barlangok közül 1988-ig pl. a Kecske-lyukban történt denevér-megfigyelés. A hosszúszárnyú denevér úgy látszott, hogy gyakorlatilag eltűnt Magyarországról, de Kováts Nóra és Lénárt László adatai szerint a Kecske-lyuk is még mindig nyári tanyahelye ennek a fajnak. A folyóirat 1989. évi különszámában napvilágot látott ennek a tanulmánynak az angol nyelvű változata. Ebben a tanulmányban is Kecske-lyuk a barlang neve.
Az 1989. évi Karszt és Barlangban lévő, Magyarország barlangjai című összeállításban szó van arról, hogy a Garadna-völgy É-i oldalán emelkedő Kis-fennsík mészkövében lévő sok barlang közül egyik sem éri el az 1 km-es hosszúságot. Ezek közül a kis barlangok közül az egyik legismertebb a Kecske-lyuk, amely egy időszakos forrásbarlang. A publikációban lévő 3. ábrán (Bükk hegység térkép) be van mutatva a barlang földrajzi elhelyezkedése. A folyóirat 1989. évi különszámában napvilágot látott ennek az utóbbi tanulmánynak az angol nyelvű változata (The caves of Hungary). Ebben a tanulmányban Kecske-lyuk Cave (Kecske-lyuk) a barlang neve. Az angol nyelvű tanulmányhoz mellékelve megjelent egy olyan lista, amelyben Magyarország leghosszabb barlangjai vannak felsorolva. A felsorolás szerint a Bükk hegységben fekvő, 400 m hosszú Kecske-lyuk (Kecske-lyuk Cave) 1988-ban Magyarország 46. leghosszabb barlangja. (1977-ben is 400 m hosszú volt a barlang.)
A barlang legújabb térképét a Marcel Loubens Barlangkutató Egyesület készítette el 1998-ban. 2001. május 17-től a környezetvédelmi miniszter 13/2001. (V. 9.) KöM rendeletének értelmében a Bükk hegység területén lévő Kecske-lyuk fokozottan védett barlang. Egyidejűleg a fokozottan védett barlangok körének megállapításáról szóló 1/1982. (III. 15.) OKTH rendelkezés hatályát veszti. A 2003-ban kiadott, Magyarország fokozottan védett barlangjai című könyvben található, Egri Csaba és Nyerges Attila által készített hosszúsági lista szerint a Bükk hegységben lévő és 5363-2 barlangkataszteri számú Kecske-lyuk Magyarország 54. leghosszabb barlangja 2002-ben. A 2002-ben 459 m hosszú barlang 1977-ben kb. 400 m és 1987-ben 400 m hosszú volt.

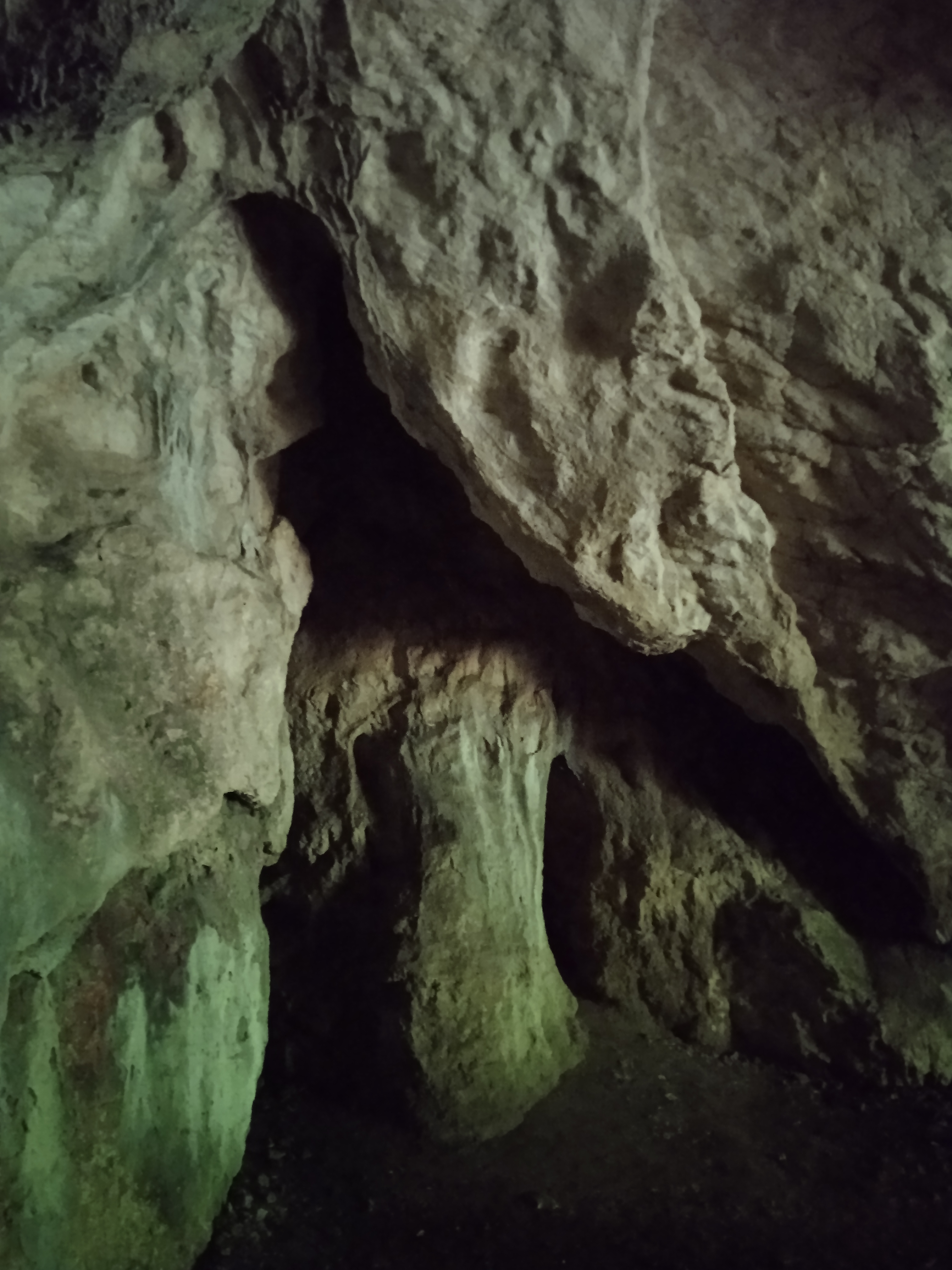
A Kecske-lyuk bejárati csarnokából jobbra induló két kis járat eleje

A 2005-ben megjelent, Magyar hegyisport és turista enciklopédia című kiadványban önálló szócikke van a barlangnak. A szócikk szerint a Kecske-lyuk a Bükk hegységben található és fokozottan védett barlang, amely 1951-ben régészeti védelem alá lett helyezve. A Miskolc határában fekvő Forrás-völgyben, 256 m tszf. magasságban van a barlang hatalmas, 6×6 m-es, háromszög alakú bejárata. A bejárat után tág csarnok helyezkedik el, melyből egy magas és keskeny elszűkülő folyosó nyílik. A meanderező, tufagátakkal, szinlőkkel tagolt, cseppkövekkel díszített járat végét agyagos szifon zárja el. 458 m hosszú a triász mészkőben keletkezett időszakosan aktív forrásbarlang. Ősidők óta ismerik. Első leírója Márki Sándor, aki 1882-ben írta le a barlangot. Az előcsarnok kitöltésében a bükki kultúra vonaldíszes edénytöredékeit és eszközmaradványait találták meg.
Bokor Elemér faunisztikai vizsgálatokat végzett 1926-ban, és innen írta le a hegység bennszülött rovarfaját, a Gebhardt-vakfutrinkát (Duvalius gebhardti). Rendkívül gazdag pókszabású faunája, a bejárati részen mindkét barlangi keresztespók megtalálható (Meta menardi, Meta merianae). Jelentősebb létszámú, fokozottan védett denevérkolónia kedvelt tartózkodási helye. A szabadon látogatható barlang bejárati terme a kirándulóknak menedéket nyújt, de belsőbb részeinek megtekintése barlangi túravezetővel ajánlott. Bokor Elemér szócikkében meg van említve, hogy Bokor Elemér részt vett 1925-ben a Kecske-lyuk ásatásán. Felmérte a barlangot és biológiai gyűjtést végzett ott. Gyűjtésének eredménye egy új vakbogár leírása volt, amely Gebhardt Antalról lett elnevezve.
2005. szeptember 1-től a környezetvédelmi és vízügyi miniszter 23/2005. (VIII. 31.) KvVM rendelete szerint a Bükk hegységben lévő Kecske-lyuk fokozottan védett barlang. 2013. augusztus 12-től a belügyminiszter 43/2013. (VIII. 9.) BM rendelete szerint a Borsod-Abaúj-Zemplén megyei, miskolci, 5363-2 barlangkataszteri számú és 23914 lelőhely-azonosítójú Kecske-lyuk régészeti szempontból jelentős barlangnak minősül. A 2012–2014. évi Karszt és Barlangban közölve lett, hogy a turistáknak kiépített Kecske-lyukat 2012-ben 4 fő, 2013-ban 32 fő, 2014-ben 0 fő látogatta meg overállos barlangtúrán. Nyírő Ádám Artúr 2015. évi szakdolgozatában meg van említve, hogy a Kecske-lyuk azok közé a barlangok közé tartozik, amelyekről a szakirodalom alapján egyértelműen nem megállapítható, hogy késő bronzkori lelőhelyek-e, de eldönthetnék a kérdést további kutatások. 2015. november 3-tól a földművelésügyi miniszter 66/2015. (X. 26.) FM rendelete szerint a Kecske-lyuk (Bükk hegység) fokozottan védett barlang.

## Látogatási statisztika
A Kecske-lyuk látogatóinak száma évenként:
| év              | 2009 | 2010 | 2011 | 2012 | 2013 | 2014 | 2015 | 2016 | 2017 | 2018 | 2024 |
| látogatók száma | 4    | 0    | 29   | 4    | 32   | 0    | 7    | 6    | 6    | 4    | 5    |

## További irodalom
- Helmuth Cramer: Einige Beobachtungen zur Geologie und Morphologie ungarischer Karstgebiete. II.: Das Bükkgebirge. Mitteilungen über Höhlen- und Karstforschung, Berlin, 1929. évf. 1–12., 81–91. old.
- Dancza János: Fűtési gondok a jégkorszakban. Búvár, 1939. (5. évf.) 347–351. old.
- Kolosváry Gábor: Die Spinnenfauna der ungarischen Höhlen. Mitt. üb. Höhlen- und Karstforschung, 1928., Heft 4., 109–113. old.
- Papp László – Plachter, Harald: On cave-dwelling Sphaeroceridae from Hungary and Germany (Diptera). Annales Historico-Naturales Musei Nationalis Hungarici, 1976. (68. évf.) 195–207. old.
- Pop Viktor: Beiträge zur Kenntnis der Lumbricidenfauna der Kecske- und Szent István-Höhle. Fragmenta Faunistica Hungarica, 1940. (3. köt.) 3. sz. 61–62. old.
- Soós Lajos: Adatok a magyarországi barlangok Mollusca-faunájának ismeretéhez. Állattani Közlemények, 1927. (24. köt.) 3–4. füz. 165–166. old. (Angol nyelven 207–211. old.)
- Szalay László: Beiträge zur Kenntnis der Myriopoden-Fauna der Kecske- und Szent István-Höhle. Fragmenta Faunistica Hungarica, 1940. (3. köt.) 7–9. old.
- Szendrei János: Miskolcz város története és egyetemes helyirata I–V. Miskolc, 1886–1911.
- Truskovszky Gyula ifj.: Bükkvidéki Kalauz. Tájékoztató turisták és az utazó közönség számára. Miskolc, 1898. 47–48. old.
- Wagner János: Die Molluskenfauna zweier ungarischer Grotten. Fragmenta Faunistica Hungarica, 1939. (2. köt.) 4. sz. 55–56. old.